# Tekin Oğrak
Kudbettin Tekin Oğrak (* 13. April 1994 in Nusaybin) ist ein türkischer Fußballspieler.

## Karriere
Tekin Oğrak erlernte das Fußballspielen unter anderem in den Nachwuchsabteilungen der Vereine Diyarbakır Gençlerbirliği, Bucaspor, Galatasaray Istanbul und Mersin İdman Yurdu.
Bei letzterem erhielt er im Sommer 2014 einen Profivertrag, spielte aber weiterhin zweieinhalb Spielzeiten lang ausschließlich für die Nachwuchs- bzw. Reservemannschaften des Vereins. Aufgrund von Spielermangel und einer Transfersperre wurde er bei Mersin im Winter 2015/16 Teil der Profimannschaft. Sein Profidebüt gab er am 2. Dezember 2015 in der Pokalbegegnung gegen Fatih Karagümrük SK.